# Герои Социалистического Труда Херсонской области
В настоящий список включены:

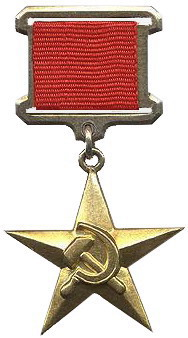
Золотая медаль «Серп и Молот»

- Герои Социалистического Труда, на момент присвоения звания проживавшие на территории современной Херсонской области, — 105 человек (в том числе два дважды Героя);
- уроженцы Запорожской области, удостоенные звания Героя Социалистического Труда в других регионах СССР, — 51 человек (в том числе один дважды Герой);
- Герои Социалистического Труда, прибывшие в Запорожскую область на постоянное проживание из других регионов СССР, — 6 человек;
- Герои, удостоенные звания посмертно, выделены в списке  серым цветом .
- лишённые звания Героя Социалистического Труда — 1 человек.

Вторая и третья части списка могут быть неполными из-за отсутствия данных о месте рождения ряда Героев.
В таблицах отображены фамилия, имя и отчество Героев, должность и место работы на момент присвоения звания, дата Указа Президиума Верховного Совета СССР, отрасль народного хозяйства, место рождения/проживания, а также ссылка на биографическую статью на сайте «Герои страны». Формат таблиц предусматривает возможность сортировки по указанным параметрам путём нажатия на стрелку в нужной графе.

## История
Первым в Херсонской области звания Героя Социалистического Труда был удостоен старший чабан овцеводческого совхоза С. Р. Ткаченко. Высшая степень отличия была ему присвоена Указом Президиума Верховного Совета СССР от 23 октября 1948 года за достижение высокой продуктивности животноводства в 1947 году.
Подавляющее большинство Героев Социалистического Труда в области приходится на работников сельского хозяйства — 81 человек; лёгкая промышленность, мелиорация, госуправление — по 4; энергетика — 3; строительство — 2; машиностроение — 2; электротехническая, электронная промышленность, лесное хозяйство, наука, здравоохранение — по 1.

## Лица, удостоенные звания Героя Социалистического Труда в Херсонской области
| № | Фамилия, имя, отчество          | Даты жизни              | Деятельность                                                             | Дата присвоения       | Отрасль | Место рождения          | ГС       |
| - | ------------------------------- | ----------------------- | ------------------------------------------------------------------------ | --------------------- | ------- | ----------------------- | -------- |
| 1 | Брага Марк Андронович           | 17.02.1910 — 17.07.1985 | Комбайнер Бехтерской МТС Голопристанского района Херсонской области      | 17.06.1949 26.02.1958 | сельхоз | Голопристанский район   | [ ГС 1 ] |
| 2 | Моторный Дмитрий Константинович | 02.11.1927 — 30.07.2018 | Председатель колхоза имени Кирова Белозёрского района Херсонской области | 22.03.1966 20.01.1986 | сельхоз | *Кировоградская область | [ ГС 2 ] |

| №   | Фамилия, имя, отчество                | Даты жизни              | Деятельность | Дата присвоения | Отрасль         | Место рождения              | ГС        |
| --- | ------------------------------------- | ----------------------- | --- | --------------- | --------------- | --------------------------- | --------- |
| 1   | Бабицкий Василий Филиппович           | род. 08.01.1927         | Бригадир колхоза имени Кирова Чаплинского района Херсонской области | 22.12.1977      | сельхоз         | Херсонская область          |           |
| 2   | Белая Мария Гавриловна                | 15.07.1910 — 29.12.1996 | Свинарка колхоза «12 лет Октября» Голопристанского района Херсонской области | 26.02.1958      | сельхоз         | Голая Пристань              | [ ГС 3 ]  |
| 3   | Бондаренко Пётр Степанович            | 1905 — ????             | Комбайнёр Блакитнянской МТС Высокопольского района Херсонской области | 26.04.1958      | сельхоз         | Высокопольский район        | [ ГС 4 ]  |
| 4   | Боня Николай Михайлович               | 05.11.1923 — 08.03.2017 | Начальник управления строительства «Укрводстрой» Министерства мелиорации и водного хозяйства Украинской ССР, гор. Херсон                                                                                      | 12.02.1980      | мелиоводхоз     | *Полтавская область         | [ ГС 5 ]  |
| 5   | Брезицкий Кондрат Иванович            | 1909—1989               | Комбайнёр МТС имени Сталина Министерства хлопководства СССР, Генический район Херсонской области | 21.05.1952      | сельхоз         | Генический район            | [ ГС 6 ]  |
| 6   | Бугрий Иван Васильевич                | род. 21.01.1921         | Бригадир комплексной бригады колхоза имени Петровского Великолепетихского района Херсонской области | 08.12.1973      | сельхоз         | Херсонская область          |           |
| 7   | Васюк Иван Никитович                  | 1912 — ????             | Бригадир колхоза имени Шевченко Высокопольского района Херсонской области | 30.04.1949      | сельхоз         | Великолепетихский район     | [ ГС 7 ]  |
| 8   | Веремко Прокофий Андреевич            | 1902 — 04.06.1949       | Старший конюх виноградарского совхоза «Красный маяк» Министерства пищевой промышленности СССР, Бериславский район Херсонской области                                                                          | 11.10.1949      | сельхоз         | *Польша                     | [ ГС 8 ]  |
| 9   | Вознюк Любовь Семёновна               | род. 26.01.1942         | Заведующая фермой колхоза «Рассвет» Новотроицкого района Херсонской области | 07.06.1986      | сельхоз         | Новотроицкий район          | [ ГС 9 ]  |
| 10  | Войтас Вячеслав Михайлович            | 1926 — ????             | Бригадир монтажников строительно-монтажного управления № 8 треста «Каховсельстрой» Министерства сельского строительства СССР, гор. Каховка Херсонской области                                                 | 07.05.1971      | строительство   | *Волынская область          | [ ГС 10 ] |
| 11  | Волобуев Александр Тарасович          | 19.04.1910 — 10.04.1999 | Бригадир тракторной бригады Верхне-Серогозской МТС Нижне-Серогозского района Херсонской области | 26.08.1958      | сельхоз         | Нижнесерогозский район      | [ ГС 11 ] |
| 12  | Воронова Галина Фёдоровна             | род. 04.01.1927         | Доярка совхоза «Ингулець» Белозёрского района Херсонской области | 06.09.1973      | сельхоз         | Херсонская область          |           |
| 13  | Высоченко Николай Петрович            | 07.10.1926 — 28.05.1983 | Главный агроном колхоза «Радянська Украина» Скадовского района Херсонской области | 08.12.1973      | сельхоз         | Скадовский район            | [ ГС 12 ] |
| 14  | Вышневая Ксения Архиповна             | 1920 — ????             | Звеньевая колхоза имени Шевченко Высокопольского района Херсонской области | 30.04.1949      | сельхоз         | Высокопольский район        | [ ГС 13 ] |
| 15  | Гавриш Евдокия Семёновна              | 1885 — ????             | Звеньевая колхоза «Первое мая» Скадовского района Херсонской области | 22.12.1951      | сельхоз         | Алёшковский район           | [ ГС 14 ] |
| 16  | Гребень Леонид Кондратьевич           | 18.08.1888 — 10.07.1980 | Старший научный сотрудник — консультант по свиноводству и овцеводству Украинского института животноводства степных районов имени М. Ф. Иванова ВАСХНИЛ («Аскания-Нова»), академик ВАСХНИЛ, Херсонская область | 17.08.1968      | наука           | *Брестская область          | [ ГС 15 ] |
| 17  | Грец (Меркотан) Екатерина Фёдоровна   | 1927 — ????             | Звеньевая колхоза «Первое Мая» Скадовского района Херсонской области | 21.08.1951      | сельхоз         | Алёшковский район           | [ ГС 16 ] |
| 18  | Гришина Мария Фёдоровна               | 10.04.1923 — ????       | Бригадир виноградарской бригады винкомбината «Перемога наймытив» Ново-Маячковского района Херсонской области                                                                                                  | 26.02.1958      | сельхоз         | Каховский район             | [ ГС 17 ] |
| 19  | Давыденко Лидия Афанасьевна           | 18.12.1928 — 2009       | Председатель колхоза имени Кирова Скадовского района Херсонской области | 22.12.1977      | сельхоз         | Скадовский район            |           |
| 20  | Данник Александр Иванович             | 1904—1978               | Бригадир колхоза имени Кирова Белозёрского района Херсонской области | 30.04.1966      | сельхоз         | Белозёрский район           | [ ГС 18 ] |
| 21  | Дашко Николай Григорьевич             | 17.04.1930 — 01.05.2001 | Бригадир комплексной бригады строительного треста «Херсонстрой» Министерства промышленного строительства СССР, гор. Херсон                                                                                    | 05.04.1971      | строительство   | Великоалександровский район | [ ГС 19 ] |
| 22  | Дудченко (Гришко) Александра Петровна | род. 29.03.1927         | Звеньевая колхоза «Первое Мая» Скадовского района Херсонской области | 21.08.1951      | сельхоз         | Алёшковский район           | [ ГС 20 ] |
| 23  | Дудченко Лидия Никифоровна            | 20.03.1927 — ????       | Звеньевая совхоза «Комсомольский» Скадовского района Херсонской области | 23.06.1966      | сельхоз         | Скадовский район            | [ ГС 21 ] |
| 24  | Дудченко Макар Кузьмич                | 19.01.1902 — 20.05.1977 | Председатель колхоза имени Ленина Нововоронцовского района Херсонской области | 22.03.1966      | сельхоз         | *Черниговская область       | [ ГС 22 ] |
| 25  | Дьяченко Вячеслав Георгиевич          | 30.01.1931 — 08.05.2001 | Управляющий отделением совхоза «Комсомольский» Скадовского района Херсонской области | 08.04.1971      | сельхоз         | Скадовский район            | [ ГС 23 ] |
| 26  | Дядюн Тимофей Никитович               | 09.06.1911 — 25.07.1986 | Директор совхоза «Бильшовыцькый наступ» Великоалександровского района Херсонской области | 22.03.1966      | сельхоз         | *Киевская область           | [ ГС 24 ] |
| 27  | Емец Владимир Николаевич              | 20.05.1928 — 22.04.1981 | Бригадир скреперистов специализированного строительно-монтажного управления № 20 треста «Херсонводстрой» Министерства мелиорации и водного хозяйства Украинской ССР, Цюрупинский район Херсонской области     | 08.04.1971      | мелиоводхоз     | *Полтавская область         | [ ГС 25 ] |
| 28  | Ерохина Ольга Тихоновна               | 28.03.1914 — 15.03.1995 | Птичница совхоза «Каховский» Каховского района Херсонской области | 08.04.1971      | сельхоз         | Алёшковский район           | [ ГС 26 ] |
| 29  | Заботин Всеволод Фёдорович            | 29.12.1917 — 14.03.1994 | Директор Херсонского судостроительного завода Министерства судостроительной промышленности СССР | 26.04.1971      | машиностроение  | *Николаевская область       | [ ГС 27 ] |
| 30  | Зелинский Павел Поликарпович          | род. 10.01.1928         | Старший чабан совхоза-завода «Цюрупинский» Цюрупинского района Херсонской области | 21.12.1983      | сельхоз         | Алёшковский район           |           |
| 31  | Ивановский Василий Яковлевич          | род. 1928               | Комбайнёр Ново-Павловской МТС Чаплинского района Херсонской области | 24.08.1953      | сельхоз         | Чаплинский район            |           |
| 32  | Калюжный Виктор Михайлович            | род. 26.10.1934         | Комбайнёр совхоза «Украина» Бериславского района Херсонской области | 08.12.1973      | сельхоз         | Бериславский район          |           |
| 33  | Квакуша Николай Степанович            | род. 10.05.1930         | Бригадир колхоза «Большевик» Горностаевского района Херсонской области | 23.06.1966      | сельхоз         | Горностаевский район        | [ ГС 28 ] |
| 34  | Кириченко Андрей Сергеевич            | 15.10.1914 — ????       | Комбайнёр колхоза имени Крупской Каховского района Херсонской области | 23.06.1966      | сельхоз         | Каховский район             | [ ГС 29 ] |
| 35  | Кисиль Матрёна Антоновна              | 1893 — ????             | Звеньевая колхоза имени Кирова Больше-Лепетихинского района Херсонской области | 21.08.1951      | сельхоз         | Великолепетихский район     | [ ГС 30 ] |
| 36  | Кобозева Татьяна Егоровна             | род. 27.08.1927         | Доярка совхоза «Червовый чабан» Каланчакского района Херсонской области | 26.02.1958      | сельхоз         | *Воронежская область        | [ ГС 31 ] |
| 37  | Коваленко Пётр Фёдорович              | 30.01.1932 — 15.06.1999 | Механизатор колхоза «Россия» Новотроицкого района Херсонской области | 08.12.1973      | сельхоз         | Новотроицкий район          | [ ГС 32 ] |
| 38  | Коновалов Сергей Сергеевич            | 1924 — ????             | Чабан колхоза имени Сталина Генического района Херсонской области | 26.02.1958      | сельхоз         | *Черниговская область       | [ ГС 33 ] |
| 39  | Коптева (Лоскутова) Раиса Михайловна  | 24.11.1928 — 05.01.2013 | Прядильщица Херсонского хлопчатобумажного комбината Херсонского совнархоза | 07.03.1960      | легпром         | *Пермский край              | [ ГС 34 ] |
| 40  | Коржук Анна Петровна                  | 28.11.1928 — 25.03.2015 | Звеньевая совхоза «Рогачик» Верхнерогачикского района Херсонской области | 08.04.1971      | сельхоз         | Верхнерогачикский район     | [ ГС 35 ] |
| 41  | Костина Мария Михайловна              | 1938—2011               | Бригадир совхоза «Родина» Цюрупинского района Херсонской области | 06.03.1981      | сельхоз         | Алёшковский район           |           |
| 42  | Котляр Николай Михайлович             | род. 26.07.1930         | Главный агроном совхоза «Бильшовыцькый наступ» Великоалександровского района Херсонской области | 08.04.1971      | сельхоз         | *Николаевская область       | [ ГС 36 ] |
| 43  | Кривой Пётр Михайлович                | род. 1930               | Комбайнёр совхоза имени Коминтерна Голопристанского района Херсонской области | 08.12.1973      | сельхоз         | Херсонская область          |           |
| 44  | Кудрявцев Пётр Сидорович              | 1923 — ????             | Директор семеноводческого хозяйства «Каховське» Каховского района Херсонской области | 08.12.1973      | сельхоз         | *Воронежская область        |           |
| 45  | Кулик Анатолий Иванович               | род. 1941               | Начальник механизированного отряда Каховского совхоза-техникума Херсонской области | 04.03.1982      | сельхоз         | Херсонская область          |           |
| 46  | Ландарь Гавриил Никитович             | 26.02.1926 — ????       | Начальник механизированного отряда колхоза имени XIX партсъезда Великолепетихского района Херсонской области                                                                                                  | 22.12.1977      | сельхоз         | Великолепетихский район     | [ ГС 37 ] |
| 47  | Легунов Григорий Андреевич            | 06.08.1910 — 12.12.1996 | Председатель колхоза «Грузия» Генического района Херсонской области | 26.02.1958      | сельхоз         | Новотроицкий район          | [ ГС 38 ] |
| 48  | Литовченко Григорий Павлович          | 1908—1977               | Председатель колхоза имени Сталина Генического района Херсонской области | 26.02.1958      | сельхоз         | *Днепропетровская область   | [ ГС 39 ] |
| 49  | Луценко Иван Акимович                 | 12.10.1912 — 09.01.1993 | Комбайнёр колхоза «Степной» Новотроицкого района Херсонской области | 23.06.1966      | сельхоз         | Новотроицкий район          | [ ГС 40 ] |
| 50  | Лысенко Владимир Фёдорович            | 15.07.1899 — 29.09.1980 | Директор совхоза «Память Ленина» Бериславского района Херсонской области | 26.02.1958      | сельхоз         | *Ростовская область         | [ ГС 41 ] |
| 51  | Малашков Евгений Борисович            | 17.02.1932 — 28.01.2003 | Звеньевой совхоза «Советский Азербайджан» Голопристанского района Херсонской области | 23.06.1966      | сельхоз         | Голопристанский район       | [ ГС 42 ] |
| 52  | Маличенко Иван Федосеевич             | род. 28.05.1932         | Звеньевой совхоза «Каланчакский» Каланчакского района Херсонской области | 24.12.1976      | сельхоз         | Херсонская область          |           |
| 53  | Мартынюк Виктор Николаевич            | 10.06.1927 — 16.01.2017 | Бригадир скреперной бригады специализированного строительно-монтажного управления № 20 Укрводстроя Министерства мелиорации и водного хозяйства Украинской ССР, Херсонская область                             | 23.06.1966      | мелиоводхоз     | *Винницкая область          | [ ГС 43 ] |
| 54  | Маслак Андрей Константинович          | 28.09.1904 — 28.05.1979 | Машинист экскаватора строительного управления «Днепрострой» Министерства электростанций СССР, Херсонская область                                                                                              | 06.06.1957      | энергетика      | *Житомирская область        | [ ГС 44 ] |
| 55  | Матковский Семён Маркович             | 1912 — ????             | Комбайнёр зернового совхоза «Чаплинский» Министерства совхозов СССР, Чаплинский район Херсонской области | 18.06.1949      | сельхоз         | Херсонская область          |           |
| 56  | Матюшенко (Кумейко) Анна Ивановна     | род. 1931               | Доярка колхоза имени Карла Маркса Великолепетихского района Херсонской области | 22.03.1966      | сельхоз         | Великолепетихский район     | [ ГС 45 ] |
| 57  | Метляев Василий Кириллович            | 14.01.1924 — 01.07.2014 | Первый секретарь Бериславского райкома Компартии Украины, Херсонская область | 22.12.1977      | госуправление   | *Иркутская область          | [ ГС 46 ] |
| 58  | Милёхин Владимир Иванович             | 31.05.1930 — 08.10.2019 | Помощник мастера Херсонского хлопчатобумажного комбината Министерства лёгкой промышленности Украинской ССР | 05.04.1971      | легпром         | *Ивановская область         | [ ГС 47 ] |
| 59  | Михайлевский Павел Кириллович         | 04.03.1912 — 15.03.1976 | Первый секретарь Белозёрского райкома Компартии Украины, Херсонская область | 08.04.1971      | госуправление   | Чаплинский район            | [ ГС 48 ] |
| 60  | Морозов Павел Игнатьевич              | 1906 — ????             | Комбайнёр Высокопольской МТС Высокопольского уезда Херсонской области | 30.04.1949      | сельхоз         | *Ростовская область         | [ ГС 49 ] |
| 61  | Мусиенко Геннадий Андреевич           | 24.12.1916 — 11.09.1989 | Первый секретарь Каховского райкома Компартии Украины, Херсонская область | 23.06.1966      | госуправление   | *Донецкая область           | [ ГС 50 ] |
| 62  | Некрут Иван Степанович                | род. 16.03.1929         | Механизатор колхоза «Украина» Нововоронцовского района Херсонской области | 08.12.1973      | сельхоз         | Херсонская область          |           |
| 63  | Николаенко Анатолий Фёдорович         | род. 1938               | Начальник механизированного отряда колхоза «Россия» Чаплинского района Херсонской области | 15.05.1987      | сельхоз         | Чаплинский район            |           |
| 64  | Никулин Серафим Никитич               | 1923 — ????             | Бетонщик строительного управления «Днепрострой» Министерства электростанций СССР, Херсонская область | 06.06.1957      | энергетика      | *Курская область            |           |
| 65  | Нимич Павел Алексеевич                | 10.07.1928 — 2001       | Сварщик Херсонского судостроительного завода Министерства судостроительной промышленности СССР | 26.04.1971      | машиностроение  | Голопристанский район       |           |
| 66  | Очередько Максим Ефимович             | 1909—1976               | Комбайнёр Ново-Григорьевской МТС Генического района Херсонской области | 24.08.1953      | сельхоз         | Генический район            | [ ГС 51 ] |
| 67  | Панкевич Константин Григорьевич       | 14.01.1922 — 16.03.2008 | Директор совхоза «Красный Перекоп» Каховского района Херсонской области | 08.04.1971      | сельхоз         | *Витебская область          | [ ГС 52 ] |
| 68  | Пионтковский Иосиф Иванович           | 03.08.1912 — ????       | Председатель колхоза имени Кирова Херсонского района Херсонской области | 26.02.1958      | сельхоз         | *Киевская область           | [ ГС 53 ] |
| 69  | Писня Тимофей Николаевич              | 1923 — ????             | Слесарь-наладчик Новокаховского электромашиностроительного завода Министерства электротехнической промышленности СССР, Херсонская область                                                                     | 20.04.1971      | электропром     | *Полтавская область         | [ ГС 54 ] |
| 70  | Пишта Михаил Васильевич               | 14.10.1922 — 04.07.1999 | Свинарь совхоза «Каховский» Каховского района Херсонской области | 22.03.1966      | сельхоз         | *Закарпатская область       | [ ГС 55 ] |
| 71  | Попович Григорий Симонович            | 31.03.1910 — ????       | Председатель колхоза «Радянська Украина» Скадовского района Херсонской области | 23.06.1966      | сельхоз         | *Николаевская область       | [ ГС 56 ] |
| 72  | Прилипко Александр Викторович         | 1908—1986               | Бывший первый секретарь Генического райкома Компартии Украины, Херсонская область | 26.02.1958      | госуправление   | Запорожье                   | [ ГС 57 ] |
| 73  | Присяжный Михаил Павлович             | 06.09.1933 — 04.11.2009 | Бригадир лесокультурной бригады Гладковского лесничества Голопристанского лесхоззага Государственного комитета лесного хозяйства Совета Министров СССР, Херсонская область                                    | 06.09.1966      | лесхоз          | Голопристанский район       | [ ГС 58 ] |
| 74  | Ремизов Василий Петрович              | род. 27.10.1939         | Чабан госплемзавода «Красный чабан» Каланчакского района Херсонской области | 17.08.1988      | сельхоз         | *Луганская область          |           |
| 75  | Романюк Александр Иванович            | 10.02.1933 — 20.07.1994 | Комбайнёр колхоза «Нове життя» Скадовского района Херсонской области | 11.05.1963      | сельхоз         | Скадовский район            | [ ГС 59 ] |
| 76  | Рыженко Виктор Павлович               | 23.02.1931 — 09.11.1996 | Комбайнёр госплемзавода «Сываськый» Генического района Херсонской области | 10.02.1975      | сельхоз         | Генический район            | [ ГС 60 ] |
| 77  | Садовой Николай Карпович              | 1918—1980               | Комбайнёр Бехтерской МТС Голопристанского района Херсонской области | 10.06.1954      | сельхоз         | Голопристанский район       |           |
| 78  | Самойлов Илья Сергеевич               | 1898—1977               | Бригадир чабанской бригады колхоза имени Калинина Цюрупинского района Херсонской области | 26.02.1958      | сельхоз         | Алёшковский район           | [ ГС 61 ] |
| 79  | Санин Алексей Иванович                | род. 09.11.1940         | Механизатор совхоза «Долинский» Чаплинского района Херсонской области | 08.12.1973      | сельхоз         | Алёшковский район           |           |
| 80  | Сафроненко Галина Деонисьевна         | 03.04.1912 — 13.05.1989 | Главный акушер-гинеколог областного центра здравоохранения, гор. Херсон | 04.02.1969      | здравоохранение | *Ростовская область         | [ ГС 62 ] |
| 81  | Силяев Игорь Дмитриевич               | 02.01.1932 — 11.05.1997 | Рабочий предприятия Министерства электронной промышленности СССР, гор. Херсон | 10.03.1981      | электронпром    | *Харьковская область        |           |
| 82  | Синявский Пётр Иванович               | 1910 — ????             | Бригадир электромонтажников строительного управления «Днепрострой» Министерства электростанций СССР, Херсонская область                                                                                       | 06.06.1957      | энергетика      | *Черниговская область       |           |
| 83  | Скачко Афанасий Трофимович            | 1913—1981               | Комбайнёр Ново-Алексеевской МТС Министерства хлопководства СССР, Генический район Херсонской области | 11.03.1952      | сельхоз         | *Черкасская область         | [ ГС 63 ] |
| 84  | Сорока Дмитрий Яковлевич              | 1907—1970               | Старший чабан совхоза «Южный» Голопристанского района Херсонской области | 22.03.1966      | сельхоз         | Голопристанский район       | [ ГС 64 ] |
| 85  | Степаненко Майя Ефимовна              | род. 1936               | Ткачиха Херсонского хлопчатобумажного комбината Министерства лёгкой промышленности Украинской ССР | 09.06.1966      | легпром         | *Днепропетровская область   | [ ГС 65 ] |
| 86  | Стеценко Василий Иванович             | 1927 — ????             | Директор совхоза «Ингулец» Белозёрского района Херсонской области | 22.12.1977      | сельхоз         | *Днепропетровская область   |           |
| 87  | Сторчак Виталий Михайлович            | 15.06.1931 — 12.03.2024 | Председатель колхоза «Степной» Новотроицкого района Херсонской области | 08.04.1971      | сельхоз         | *Полтавская область         | [ ГС 66 ] |
| 88  | Струнникова Мария Григорьевна         | род. 23.02.1938         | Прядильщица Херсонского хлопчатобумажного комбината Министерства лёгкой промышленности Украинской ССР | 30.04.1980      | легпром         | Великоалександровский район | [ ГС 67 ] |
| 89  | Тавожнянский Виктор Сафронович        | род. 25.01.1929         | Тракторист совхоза «Космос» Бериславского района Херсонской области | 08.04.1971      | сельхоз         | Бериславский район          | [ ГС 68 ] |
| 90  | Тетерятник Василий Кириллович         | 27.11.1919 — 02.01.2000 | Комбайнёр Громовской МТС Министерства хлопководства СССР, Новотроицкий район Херсонской области | 21.05.1952      | сельхоз         | Новотроицкий район          | [ ГС 69 ] |
| 91  | Ткаченко Степан Романович             | 1893 — 11.08.1951       | Старший чабан племенного овцеводческого совхоза «Красный чабан» Министерства совхозов СССР, Каланчакский район Херсонской области                                                                             | 23.10.1948      | сельхоз         | Каланчакский район          | [ ГС 70 ] |
| 92  | Топчий Николай Антонович              | род. 25.08.1934         | Звеньевой механизированного звена колхоза «Маяк» Нововоронцовского района Херсонской области | 08.04.1971      | сельхоз         | Нововоронцовский район      | [ ГС 71 ] |
| 93  | Фальковский Иван Петрович             | род. 18.01.1932         | Комбайнёр колхоза имени Кирова Чаплинского района Херсонской области | 23.06.1966      | сельхоз         | Чаплинский район            | [ ГС 72 ] |
| 94  | Цветков Леонид Алексеевич             | род. 27.06.1931         | Бригадир машинистов автоскреперов строительно-монтажного управления № 96 Укрводстроя Министерства мелиорации и водного хозяйства Украинской ССР, Херсонская область                                           | 27.02.1974      | мелиоводхоз     | *Смоленская область         |           |
| 95  | Цикал Мария Васильевна                | 09.02.1927 — 08.07.1992 | Свинарка колхоза «Заповит Иллича» Великолепетихского района Херсонской области | 22.03.1966      | сельхоз         | Великолепетихский район     | [ ГС 73 ] |
| 96  | Чабанов Георгий Иванович              | 21.01.1912 — ????       | Председатель колхоза имени Кирова Белозёрского района Херсонской области | 26.02.1958      | сельхоз         | Белозёрский район           | [ ГС 74 ] |
| 97  | Швец Варвара Ильинична                | 1892—1975               | Звеньевая колхоза имени Хрущёва села Киндийка Херсонского района Херсонской области | 21.08.1951      | сельхоз         | Херсон                      | [ ГС 75 ] |
| 98  | Шевченко (Шпак) Евдокия Михайловна    | род. 08.03.1932         | Звеньевая колхоза имени Будённого Белозёрского района Херсонской области | 21.08.1951      | сельхоз         | Белозёрский район           | [ ГС 76 ] |
| 99  | Шиян Иван Дмитриевич                  | 1934—1992               | Тракторист колхоза имени Мичурина Ивановского района Херсонской области | 08.04.1971      | сельхоз         | Ивановский район            | [ ГС 77 ] |
| 100 | Шмагель Надежда Александровна         | 18.12.1914 — 09.09.1985 | Трактористка колхоза имени XX съезда КПСС Голопристанского района Херсонской области | 23.06.1966      | сельхоз         | Голопристанский район       | [ ГС 78 ] |
| 101 | Штанько Фёдор Андреевич               | род. 03.03.1930         | Звеньевой колхоза «Нове життя» Скадовского района Херсонской области | 23.06.1966      | сельхоз         | Скадовский район            | [ ГС 79 ] |
| 102 | Щербаченко Василий Григорьевич        | 08.08.1926 — ????       | Звеньевой механизированного звена колхоза имени Ленина Голопристанского района Херсонской области | 08.04.1971      | сельхоз         | Голопристанский район       | [ ГС 80 ] |
| 103 | Ямковой Василий Тимофеевич            | 01.08.1917 — 03.04.1987 | Старший чабан племенного завода «Красный чабан» Чаплинского района Херсонской области | 22.03.1966      | сельхоз         | Чаплинский район            | [ ГС 81 ] |

## Уроженцы Херсонской области, удостоенные звания Героя Социалистического Труда в других регионах СССР
| № | Фамилия, имя, отчество    | Даты жизни              | Деятельность | Дата присвоения       | Отрасль  | Место рождения        | ГС       |
| - | ------------------------- | ----------------------- | --- | --------------------- | -------- | --------------------- | -------- |
| 1 | Стрельченко Иван Иванович | 25.12.1932 — 21.05.2003 | Бригадир комплексной бригады горнорабочих очистного забоя шахты № 5-бис «Трудовская» треста «Петровскуголь» комбината «Донецкуголь» Министерства угольной промышленности Украинской ССР; начальник участка шахты «Трудовская» производственного объединения «Донецкуголь» Министерства угольной промышленности Украинской ССР | 14.02.1966 25.01.1978 | углепром | Голопристанский район | [ ГС 1 ] |

| №  | Фамилия, имя, отчество            | Даты жизни              | Деятельность | Дата присвоения | Отрасль        | Место рождения          | ГС        |
| -- | --------------------------------- | ----------------------- | --- | --------------- | -------------- | ----------------------- | --------- |
| 1  | Амбицкий Владимир Петрович        | 01.01.1940 — 28.04.1985 | Тракторист-комбайнёр совхоза «Черниговский» Кзылтуского района Кокчетавской области | 10.12.1973      | сельхоз        | Нововоронцовский район  | [ ГС 2 ]  |
| 2  | Асеев Иван Егорович               | 19.02.1913 — 26.09.1974 | Бригадир слесарей-монтажников строительства «Ангарагэсстрой» Министерства электростанций СССР, Иркутская область                                                                                        | 09.08.1958      | энергетика     | Генический район        | [ ГС 3 ]  |
| 3  | Бездетный Иван Андреевич          | 1912 — ????             | Председатель колхоза «18 партийной конференции» Сыр-Дарьинского района Ташкентской области | 11.01.1957      | сельхоз        |                         |           |
| 4  | Белоусова-Пантак Мария Михайловна | 1927 — ????             | Звеньевая колхоза имени Будённого Мелитопольского района Запорожской области | 21.05.1952      | сельхоз        |                         | [ ГС 4 ]  |
| 5  | Бернацкий Николай Иванович        | 02.08.1933 — 23.10.2006 | Председатель колхоза «Украина» Красногвардейского района Крымской области | 08.04.1971      | сельхоз        | Генический район        | [ ГС 5 ]  |
| 6  | Бондарчук Сергей Фёдорович        | 25.09.1920 — 20.10.1994 | Режиссёр киностудии «Мосфильм», народный артист СССР, гор. Москва | 24.09.1980      | культура       | Белозёрский район       | [ ГС 6 ]  |
| 7  | Буцула Алексей Антонович          | род. 1930               | Бригадир проходчиков Белянского шахтостроительного управления треста «Ворошиловградшахтострой» Министерства строительства предприятий угольной промышленности Украинской ССР, Ворошиловградская область | 26.04.1957      | углепром       |                         |           |
| 8  | Верещагин Леонид Фёдорович        | 29.04.1909 — 20.02.1977 | Директор Института физики высоких давлений Академии наук СССР, член-корреспондент АН СССР, Московская область                                                                                           | 30.12.1963      | наука          | Херсон                  | [ ГС 7 ]  |
| 9  | Гальченко Александр Яковлевич     | 05.09.1923 — 19.02.2007 | Горнорабочий очистного забоя шахты «Зенковские уклоны» комбината «Прокопьевскуголь» Министерства угольной промышленности СССР, Кемеровская область                                                      | 30.03.1971      | углепром       | Голопристанский район   | [ ГС 8 ]  |
| 10 | Гниляк Николай Николаевич         | 24.12.1921 — 20.12.1982 | Гарпунёр китобойного судна «Слава 3» китобойной флотилии «Слава» Министерства рыбной промышленности СССР, Одесская область                                                                              | 09.03.1950      | рыбхоз         | Голопристанский район   | [ ГС 9 ]  |
| 11 | Гопнер Серафима Ильинична         | 07.04.1880 — 25.03.1966 | Партийный и государственный деятель, историк, персональная пенсионерка, гор. Москва | 07.03.1960      | госуправление  | Херсон                  | [ ГС 10 ] |
| 12 | Гречихин Михаил Иванович          | 02.09.1916 — 02.09.1974 | Комбайнёр Раздольненской МТС Крымской области | 07.06.1952      | сельхоз        | Каховский район         | [ ГС 11 ] |
| 13 | Данилова Александра Митрофановна  | 24.08.1913 — 08.02.2003 | Начальник участка Крымского консервного завода Министерства пищевой промышленности РСФСР, Краснодарский край                                                                                            | 21.07.1966      | пищепром       |                         | [ ГС 12 ] |
| 14 | Дуброва Мария Андреевна           | 12.04.1912 — 08.06.1998 | Звеньевая семеноводческого совхоза имени Горького Министерства совхозов СССР, Мелитопольский район Запорожской области                                                                                  | 20.08.1949      | сельхоз        |                         |           |
| 15 | Задесенец Иван Фёдорович          | 10.01.1913 — 28.11.1987 | Директор совхоза имени Зайцева Прионежского района Карельской АССР | 22.03.1966      | сельхоз        | Нововоронцовский район  | [ ГС 13 ] |
| 16 | Иосилович Исаак Борисович         | 1909 — 29.09.1972       | Заместитель главного конструктора Московского машиностроительного завода «Опыт» Министерства авиационной промышленности СССР                                                                            | 22.09.1972      | машиностроение | Херсон                  | [ ГС 14 ] |
| 17 | Коваленко Дмитрий Афанасьевич     | 1927 — ????             | Бригадир электромонтажников треста «Гидроэлектромонтаж» Министерства строительства электростанций СССР, Кировоградская область                                                                          | 04.11.1961      | энергетика     |                         |           |
| 18 | Козырь Владимир Семёнович         | 25.10.1922 — ????       | Председатель колхоза имени Ленина Пинского района Брестской области | 22.03.1966      | сельхоз        | Бериславский район      | [ ГС 15 ] |
| 19 | Кондратюк Александра Филипповна   | 08.03.1934 — 04.02.2022 | Доярка колхоза «Украина» Млиновского района Ровенской области | 06.09.1973      | сельхоз        | Алёшковский район       | [ ГС 16 ] |
| 20 | Королюк Анна Лукьяновна           | 14.05.1937 — 21.03.2014 | Доярка совхоза «Научный» Днепропетровского района Днепропетровской области | 04.03.1982      | сельхоз        | Генический район        | [ ГС 17 ] |
| 21 | Кочетков Николай Данилович        | 10.05.1925 — 08.10.1992 | Мастер Магнитогорского металлургического комбината Министерства чёрной металлургии СССР, Челябинская область                                                                                            | 22.03.1966      | металлургия    | Генический район        | [ ГС 18 ] |
| 22 | Криниченко Павел Петрович         | 1888 — ????             | Звеньевой колхоза «Всемирное пламя» Саркандского района Талды-Курганской области | 28.03.1948      | сельхоз        |                         | [ ГС 19 ] |
| 23 | Курилов Владимир Викторович       | 1927 — ????             | Председатель межколхозного производственного объединения по откорму свиней Чимишлийского района Молдавской ССР                                                                                          | 06.09.1973      | сельхоз        | Херсон                  | [ ГС 20 ] |
| 24 | Куценко Иван Степанович           | 1905 — ????             | Старший мастер трубопрокатного цеха Никопольского южнотрубного завода, Днепропетровская область | 19.07.1958      | металлургия    |                         |           |
| 25 | Лебеденко Фёдор Иванович          | 1911 — ????             | Тракторист семеноводческого совхоза имени Шевченко Министерства совхозов СССР, Жовтневый район Николаевской области                                                                                     | 20.08.1949      | сельхоз        |                         |           |
| 26 | Литвинов Фёдор Нефёдович          | 07.07.1907 — 29.11.1995 | Дорожный мастер Тамерланской дистанции пути Южно-Уральской железной дороги, Челябинская область | 01.08.1959      | транспорт      |                         | [ ГС 21 ] |
| 27 | Марков Дмитрий Сергеевич          | 20.09.1905 — 04.01.1992 | Главный конструктор Опытно-конструкторского бюро № 156 Министерства авиационной промышленности СССР, гор. Москва                                                                                        | 12.07.1957      | машиностроение | Херсон                  | [ ГС 22 ] |
| 28 | Мирошниченко Василий Семёнович    | 1899 — ????             | Председатель колхоза «1-е Мая» Талды-Курганского района Талды-Курганской области | 28.03.1948      | сельхоз        | Бериславский район      | [ ГС 23 ] |
| 29 | Михасько Василий Васильевич       | род. 1928               | Капитан-директор большого морозильного рыболовного траулера «Крылов» Литовского производственного управления рыбной промышленности                                                                      | 13.04.1963      | рыбхоз         |                         |           |
| 30 | Мишенков Григорий Васильевич      | 16.12.1907 — 06.06.1965 | Главный инженер, заместитель начальника Главного управления химического оборудования Министерства среднего машиностроения СССР, гор. Москва                                                             | 07.03.1962      | атомпром       | Херсон                  | [ ГС 24 ] |
| 31 | Мохортов Константин Владимирович  | 01.10.1913 — 31.01.1989 | Начальник главного управления по строительству Байкало-Амурской железнодорожной магистрали — заместитель министра транспортного строительства СССР, Амурская область                                    | 25.10.1984      | транспорт      | Голопристанский район   | [ ГС 25 ] |
| 32 | Несин Андрей Пантелеевич          | 24.02.1930 — 22.01.1997 | Проходчик горных выработок шахты «Черкасская-Северная» № 2 комбината «Ворошиловградуголь» Министерства угольной промышленности Украинской ССР, Ворошиловградская область                                | 30.03.1971      | углепром       | Чаплинский район        | [ ГС 26 ] |
| 33 | Никифоров Яков Леонтьевич         | 15.11.1911 — 02.02.1985 | Комбайнёр Сталинской МТС Первомайского района Крымской области | 07.06.1952      | сельхоз        |                         | [ ГС 27 ] |
| 34 | Осадчий Пётр Демьянович           | 1912 — 21.08.1989       | Управляющий отделением Ново-Миасского совхоза Чебаркульского района Челябинской области | 23.06.1966      | сельхоз        |                         |           |
| 35 | Панфиловский Иван Никитович       | 17.06.1936 — 06.08.2019 | Сталевар Челябинского металлургического завода Министерства чёрной металлургии СССР | 30.03.1971      | металлургия    | Нижнесерогозский район  | [ ГС 28 ] |
| 36 | Петренко Иван Петрович            | 10.05.1934 — 14.11.2011 | Тракторист колхоза «Энтузиаст» Весёловского района Запорожской области | 22.12.1977      | сельхоз        | Верхнерогачикский район | [ ГС 29 ] |
| 37 | Плахотин Иван Романович           | 1909 — ????             | Председатель колхоза «Червона хвиля» Красноармейского района Сталинской области | 26.03.1949      | сельхоз        |                         | [ ГС 30 ] |
| 38 | Посунько Владимир Петрович        | 02.05.1923 — 17.10.2006 | Токарь-расточник Южного турбинного завода «Зоря» Министерства судостроительной промышленности СССР, гор. Николаев                                                                                       | 25.07.1966      | машиностроение | Чаплинский район        | [ ГС 31 ] |
| 39 | Прокус Георгий Константинович     | 15.02.1918 — 1974       | Капитан рыболовного сейнера рыболовецкого колхоза «Балтиец», Калининградская область | 31.05.1958      | рыбхоз         | Генический район        | [ ГС 32 ] |
| 40 | Сапунцов Николай Фёдорович        | 25.03.1929 — ????       | Старший машинист Славянской ГРЭС имени 50-летия Великой Октябрьской социалистической революции Министерства энергетики и электрификации Украинской ССР, Донецкая область                                | 03.01.1974      | энергетика     | Генический район        | [ ГС 33 ] |
| 41 | Соловьёв Валентин Михайлович      | 14.02.1928 — 04.03.1992 | Капитан теплохода «Вилково» Советского Дунайского пароходства Министерства морского флота СССР, гор. Измаил Одесской области                                                                            | 29.07.1966      | трансопрт      | Алёшковский район       | [ ГС 34 ] |
| 42 | Сорока Дмитрий Игнатьевич         | 08.11.1901 — 03.01.1975 | Капитан дизель-электрохода Черноморского государственного морского пароходства Министерства морского флота СССР, Одесская область                                                                       | 03.08.1960      | транспорт      | Голопристанский район   | [ ГС 35 ] |
| 43 | Стаценко Иван Савельевич          | 1925 — 01.02.1999       | Мастер Волжской ГЭС имени XXII съезда КПСС Волгоградэнерго Министерства энергетики и электрификации СССР, Волгоградская область                                                                         | 04.10.1966      | энергетика     |                         | [ ГС 36 ] |
| 44 | Стрельников Евгений Сергеевич     | 25.11.1929 — 16.07.1987 | Управляющий специализированным трестом по механизации земляных работ на дорогах Урала Министерства транспортного строительства СССР, гор. Свердловск                                                    | 19.03.1981      | строительство  | Генический район        | [ ГС 37 ] |
| 45 | Ходаковский Николай Николаевич    | 1932—1979               | Бригадир тракторно-полеводческой бригады госплемзавода «Широкое» Симферопольского района Крымской области                                                                                               | 08.12.1973      | сельхоз        |                         | [ ГС 38 ] |
| 46 | Чеченя Леонид Степанович          | 01.08.1913 — 11.04.1996 | Директор завода № 24 имени М. В. Фрунзе Министерства авиационной промышленности СССР, гор. Куйбышев | 22.07.1966      | машиностроение | Алёшковский район       | [ ГС 39 ] |
| 47 | Чуйко Леонид Иванович             | 05.12.1930 — 05.03.2008 | Начальник строительной площадки космодрома «Байконур», инженер-подполковник, Кзыл-Ординская область | 29.08.1969      | оборона        | Новотроицкий район      | [ ГС 40 ] |
| 48 | Чурсинов Иван Иванович            | 20.05.1911 — 26.05.1976 | Мастер трубопрокатного цеха Первоуральского новотрубного завода Свердловского совнархоза | 19.07.1958      | металлургия    | Нижнесерогозский район  | [ ГС 41 ] |
| 49 | Шокарев Виктор Васильевич         | 04.04.1928 — 21.06.1995 | Начальник участка шахты имени Ильича треста «Кадиевуголь» комбината «Луганскуголь» Министерства угольной промышленности Украинской ССР, Луганская область                                               | 29.06.1966      | углепром       | Генический район        | [ ГС 42 ] |
| 50 | Яковенко Пётр Трифонович          | 1892 — ????             | Звеньевой колхоза имени К. Маркса Промышленновского района Кемеровской области | 06.03.1948      | сельхоз        |                         | [ ГС 43 ] |

## Герои Социалистического Труда, прибывшие в Херсонскую область на постоянное проживание из других регионов
| № | Фамилия, имя, отчество       | Даты жизни              | Деятельность | Дата присвоения | Отрасль       | Место проживания  | ГС       |
| - | ---------------------------- | ----------------------- | --- | --------------- | ------------- | ----------------- | -------- |
| 1 | Иванов Николай Фёдорович     | 1924 — ????             | Бригадир монтажников мостоотряда № 5 мостостроительного треста № 2 Министерства транспортного строительства СССР, Хакасская автономная область                                      | 12.04.1966      | строительство | Херсон            | [ ГС 1 ] |
| 2 | Клочков Тихон Иванович       | 1899 — ????             | Бригадир маляров-штукатуров строительного управления № 7 треста «Артёмшахтострой» Министерства строительства предприятий угольной промышленности Украинской ССР, Сталинская область | 26.04.1957      | углепром      |                   |          |
| 3 | Коваленко Емельян Федотович  | 1891 — 19.10.1969       | Старший чабан овцеводческого совхоза имени Кирова Министерства совхозов СССР, Первомайский район Крымской области                                                                   | 22.10.1949      | сельхоз       | Алёшковский район | [ ГС 2 ] |
| 4 | Машера Иван Михайлович       | 08.05.1926 — ????       | Монтажник Дрогобычского управления треста «Промхимсантехмонтаж» Министерства монтажных и специальных строительных работ Украинской ССР, Львовская область                           | 07.05.1971      | строительство | Херсон            |          |
| 5 | Радченко Меланья Артёмовна   | 12.01.1913 — 12.01.1973 | Рабочая Урекского совхоза Министерства сельского хозяйства СССР, Махарадзевский район Грузинской ССР                                                                                | 05.07.1949      | сельхоз       | Херсон            | [ ГС 3 ] |
| 6 | Сагайдачный Григорий Кузьмич | 1905 — ????             | Капитан малого рыболовного сейнера колхоза «Красный труженик» Усть-Большерецкого района Камчатской области                                                                          | 02.03.1957      | рыбхоз        |                   |          |

## Лица, лишённые звания Героя Социалистического Труда
| № | Фамилия, имя, отчество   | Даты жизни  | Деятельность                                                        | Дата присвоения | Дата лишения | Отрасль            | Место рождения   | ГС       |
| - | ------------------------ | ----------- | ------------------------------------------------------------------- | --------------- | ------------ | ------------------ | ---------------- | -------- |
| 1 | Нестеренко Иван Петрович | 1898 — ???? | Бригадир колхоза «Новый быт» Минусинского района Красноярского края | 07.01.1948      | 29.08.1951   | сельское хозяйство | Ореховский район | [ ГС 1 ] |